# 昂德勒泽勒
昂德勒泽勒（法語：Andrezel，法語發音：[ɑ̃dʁəzɛl] ⓘ）是法国塞纳-马恩省的一个市镇，属于默伦区。

## 地理
昂德勒泽勒（48°36'40"N, 2°48'48"E）面积8.08 平方千米，位于法国法蘭西島大區塞纳-马恩省，该省份为法国北部内陆省份，北起瓦兹省，西接埃松省、马恩河谷省、塞纳-圣但尼省和瓦兹河谷省，南至卢瓦雷省，东南接约讷省，东临马恩省和奥布省，东北接埃纳省。
与昂德勒泽勒接壤的市镇（或旧市镇、城区）包括：韦尔讷伊莱唐、耶布勒、尚波、克里斯努瓦、富瑞、吉涅。

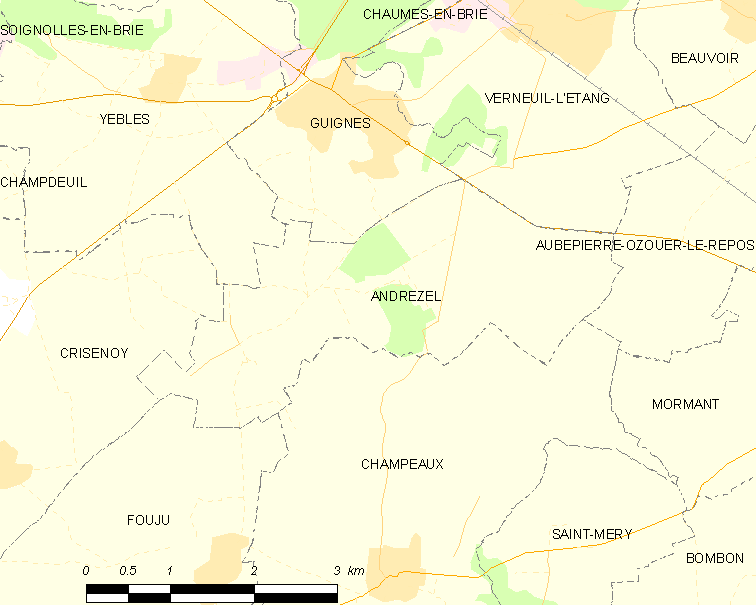
昂德勒泽勒的OSM定位图

昂德勒泽勒的时区为UTC+01:00、UTC+02:00（夏令时）。

## 行政
昂德勒泽勒的邮政编码为77390，INSEE市镇编码为77004。

## 政治
昂德勒泽勒所属的省级选区为楠日县。

## 人口

1962-2008年间昂德勒泽勒人口变化图示

昂德勒泽勒于2022年1月1日时的人口数量为324人。